# クライペダ地方

クライペダ地方
Klaipėdos kraštas (リトアニア語)
Memelland, Memegelbiet (ドイツ語)

クライペダ州と東プロイセンの北部の地図

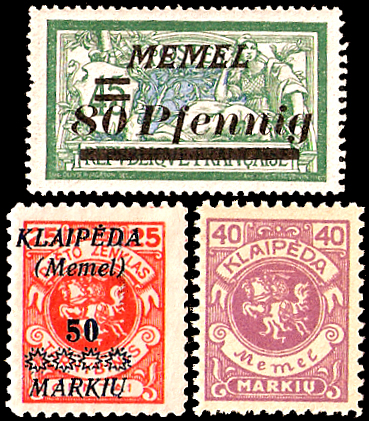
1920年から1925年にクライペダ地方で使用された郵便切手

クライペダ地方（クライペダちほう、リトアニア語: Klaipėdos kraštas）は、ヴェルサイユ条約で定義され、ドイツの東プロイセン州の最北部を指し、当時はメーメルラント（ドイツ語: Memelland）として連合国の大使会議の管理下におかれていた。メーメルラントは、ドイツから切り離された他の地域（ザールとダンツィヒ）とともに、将来これらの地域の人々がドイツに返還するかどうかを投票することが許されるまで、国際連盟の管理下に置かれることになった。現在、旧メーメルラントはクライペダ郡とタウラゲ郡の一部としてリトアニアが支配している。

## 系譜
| 支配国の変遷  | |
| 1252年以前    | クロニア族・スカロヴィア族                                                                                               |
| 1252年-1525年 | リヴォニア騎士団とドイツ騎士団国                                                                                         |
| 1525年-1657年 | ポーランド＝リトアニア共和国の封土としてのプロイセン公国（1618年からはブランデンブルク選帝侯領との同君連合）             |
| 1657年-1701年 | プロイセン公国（ブランデンブルクとの同君連合で主権国家、神聖ローマ帝国の封土、ブランデンブルク＝プロイセンとも呼ばれる） |
| 1701年-1871年 | プロイセン王国 |
| 1871年-1918年 | プロイセン王国（ドイツ帝国の一部）                                                                                       |
| 1918年-1920年 | プロイセン自由州（ワイマール共和国の一部）                                                                               |
| 1920年-1923年 | 大使会議 |
| 1923年-1939年 | リトアニア共和国 |
| 1939年-1945年 | ナチス・ドイツ |
| 1945年-1990年 | リトアニア・ソビエト社会主義共和国（ソビエト連邦の一部としての）                                                         |
| 1990年-現在   | リトアニア共和国 |

## ヴェルサイユ条約

メーメルラントの物理的地図（1905年）

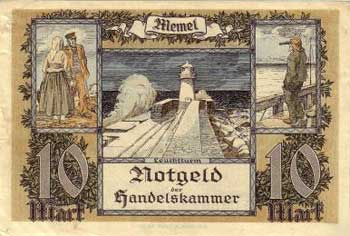
1922年からメーメルラントで発行、使用された緊急の紙幣

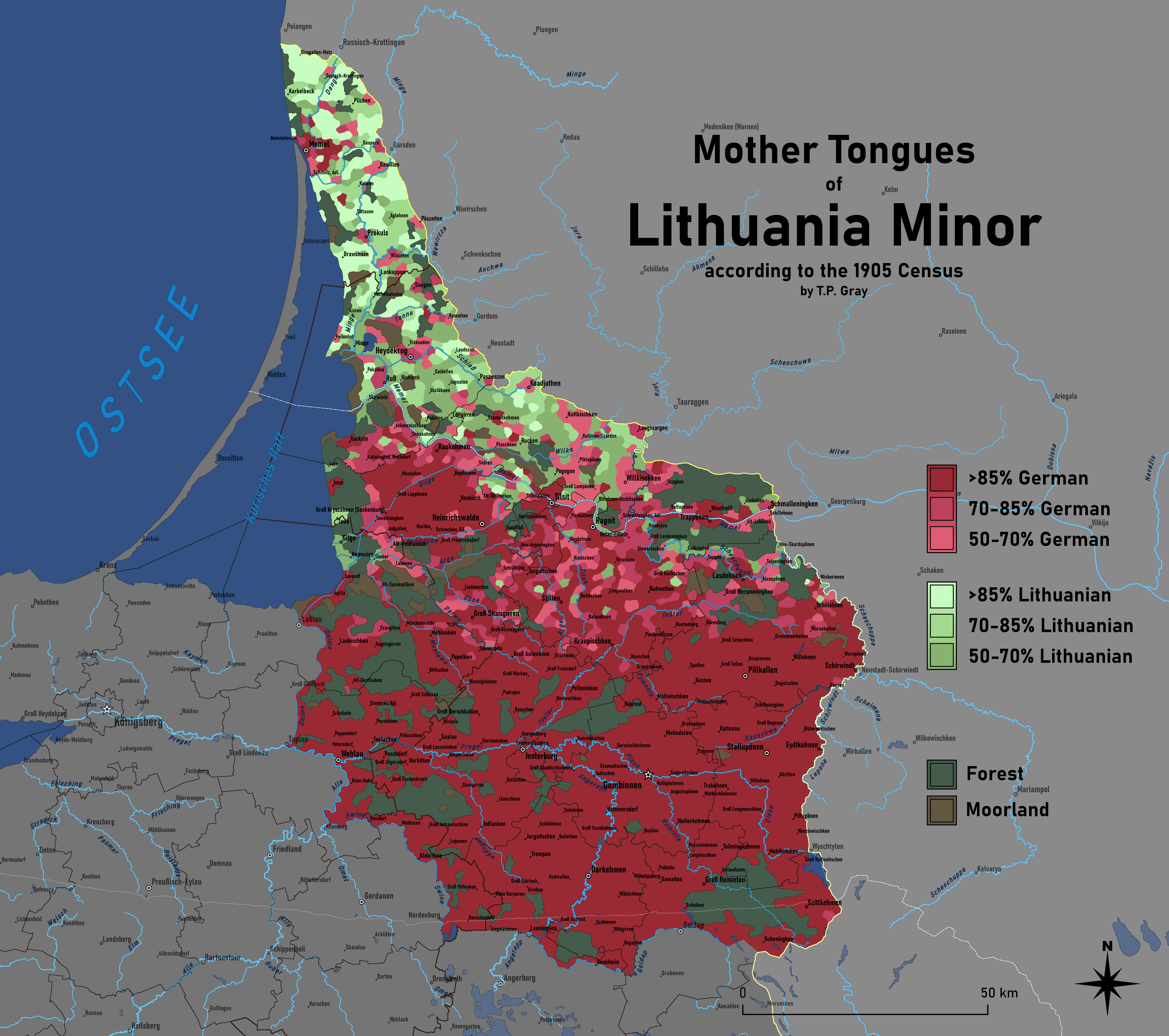
1905年における小リトアニアの母語分布。第一次世界大戦前の東プロイセン北部におけるリトアニア語話者の分布を示している。

プロイセン（1871年からはドイツ帝国の一部）の東方の国境は、1422年のメルノ条約以来変わっていなかったが、第一次世界大戦後にポーランドとリトアニアが新たに独立したことで問題となった。ティルジット法は、1918年に親リトアニア派の一部のプルシアン・リトアニア人によって署名された文書であり、小リトアニアのリトアニア本国への統合を求める内容であった。
リトアニアでは、これを「小リトアニアがリトアニア本国との統一を望んだ証拠」として伝統的に捉えている。しかし、当時のプルシアン・リトアニア人の大多数はリトアニアとの統合を望んでおらず、また彼らの人口比率は地域全体の26.6%に過ぎなかったため、統一の実現には至らなかった。
プロイセンの分割は、ユゼフ・ピウスツキの命令でヴェルサイユ会議に赴いたポーランドのローマン・ドモフスキも推進していた。その目的は、ドイツにあるメーメル川と呼ばれるネマン川の下流部とそのデルタを、バルト海へのアクセスを可能にする地域としてリトアニアに与え、一方でリトアニアそのものはポーランドに含まれることであった。この構想は、フランスのジョルジュ・クレマンソー首相も支持していた。
1920年、ヴェルサイユ条約により、メーメル川以北のドイツ領は大使公使館の管理下にある「メーメル領」の地位を与えられ、フランス軍が保護のため派遣された。フランス統治期間、独立国メーメルラントの構想が地元住民の間で盛んになった。ドイツ・リトアニア祖国連盟（Deutsch-Litauischer Heimatbund）という組織が、後にドイツに返還されるべき「メーメルラント自由国（Freistaat Memelland）」という考えを推し進めた。連盟は、ドイツ人とリトアニア人で合わせて3万人（全人口の約21％）の会員を擁していた。

## リトアニアによる奪取
ヴェルサイユ条約が発行してから3年が経った1923年、クライペダ反乱の際中にリトアニアの民兵によってメーメルラントが占領された。同時期にフランスはドイツでルール占領を開始しており、メーメルラントのフランス政府も反乱軍に対して目立った対抗措置はとっていなかった。1月19日にリトアニアに併合され、1924年、大使会議によってその事実が確認された。

## ドイツの最後通牒
1938年末には、リトアニアはクライペダ地方の情勢を制御できなくなっていた。1939年3月23日未明、口頭での最後通牒によりリトアニア代表団がベルリンに向かった後、リトアニア外務大臣ユオザス・ウルブシスとドイツ外務大臣ヨアヒム・フォン・リッベントロップは、メーメルの港を99年間リトアニア自由地帯として、以前に建設された施設を使用する代わりにドイツに対するメーメル地方の割譲条約に調印した。
ヒトラーはこれを見越してドイツ海軍の艦船に乗り込み、夜明けにメーメルラントの帝国への帰還を祝いにメーメルへ出航した。これは、多くのドイツ人が屈辱と受け止めていたヴェルサイユ条約によってドイツまたはオーストリア帝国から切り離された領土の一連の無血併合の最後であった。ドイツ軍はリトアニアが公式に批准する前に領土を占領した。イギリスとフランスは、1923年の反乱の後と同様何も行動を起こさなかった。このような状況下で、ドイツがリトアニアに対して他の領土要求をしないことを願いながら、セイマスは条約を承認せざるを得なくなった。
それでも、ドイツとの再統一はドイツ人、メーメルラント人ともに国民の大多数が歓迎した。
この条約により、メーメル地方の市民はドイツかリトアニアのどちらかの国籍を選択することが許された。しかし、リトアニア国籍を求めた303人（家族を含めると585人）のうち、認められたのはわずか20人だった。また、1923年から1939年までの占領期間中にメーメル地方に定住した人は移住するべきだという言葉もあり、約8,900人のリトアニア人が移住した。同時にドイツは、地元のメーメルラントとリトアニアのユダヤ人約1,300人とプロイセンのリトアニア人約40人を追放した。

## 第二次世界大戦とその後

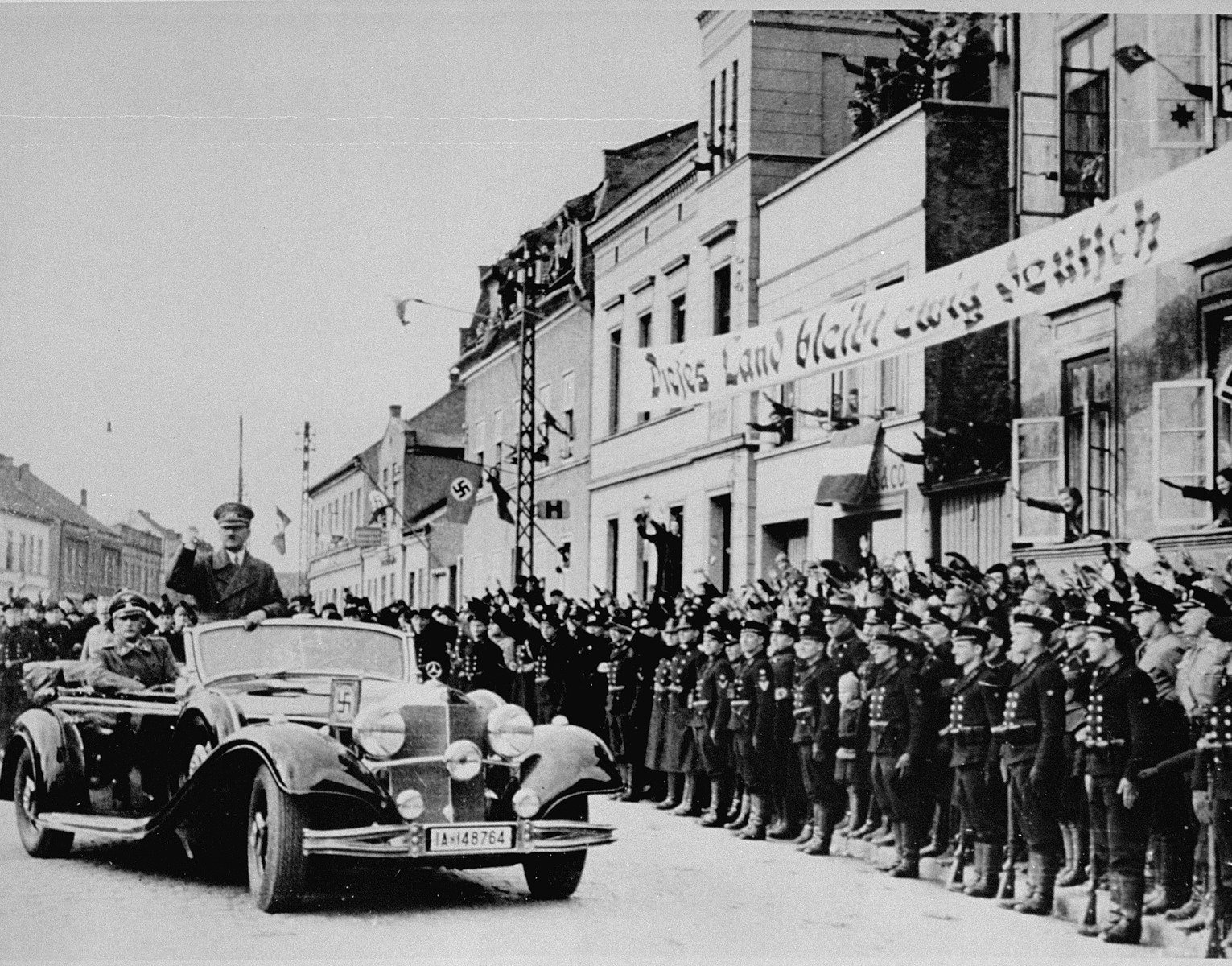
アドルフ・ヒトラー（1939年3月、メーメルにて）

1939年、ナチス・ドイツがこの地域を占領すると、多くのリトアニア人はメーメルおよび周辺地域を離れ始めた。ドイツ軍はすぐにメーメルを要塞化された海軍基地に改造した。ドイツ軍によるソ連侵攻が失敗すると、東プロイセンとメーメルの運命は明らかとなった。1944年10月までに、住民たちは残るか避難するかの決断を迫られた。ほぼ全住民が迫りくる赤軍を避けて避難したが、都市自体はメーメルの戦いでドイツ軍により防衛された。しかし、1945年1月28日にメーメルが赤軍に占領された際、街に残っていたのはわずか6人だった。
戦争終結時、多くの住民は西へ逃れ、ドイツに定住した。それでも1945から1946年には、プロイセン系リトアニア人やドイツ人を含む約35,000人の地元住民が残っていた。リトアニア・ソビエト社会主義共和国政府は、難民キャンプに工作員を送り込み、元住民に対し「帰還すれば財産が回復される」と宣伝した。1945年から1950年の間に約8,000人が帰還したが、リトアニア語とドイツ語を話す帰還者はドイツ人として見なされた。
残っていた少数の民族ドイツ人は強制的に追放され、大半は後の西ドイツとなる地域へ逃れた。旧メーメル領に留まった者は職を失い、戦前にドイツ系政党に反対していた地元リトアニア人の著名な家族はシベリアへ強制移送された。1951年、リトアニア・ソビエト社会主義共和国は旧メーメル領から3,500人を東ドイツへ追放した。1958年、移住が許可されると、生存していたドイツ人およびプルシアン・リトアニア人の大半が西ドイツへ移住した。この出来事はリトアニア・ソビエト社会主義共和国によって「ドイツ人の本国送還」と称された。現在、かつてルター派が多かったこの地域には、カトリックのリトアニア人と正教徒のロシア人が主に居住している。しかし、少数派であったプルシアン・リトアニア人のプロテスタントは、歴史的にこれらの地域に集中しており、現在もわずかに残っている。現存するのは数千人程度であり、ドイツ連邦共和国からドイツ国籍を認められているため、移住が続いている。リトアニア共和国は、1945年以前の所有者に対する財産の返還を行わなかった。
リトアニアは、1939年にメーメル地方がドイツに再編入されたことを認め、さらに1940年にソ連に占領されたことも認識しているが、1990年3月11日に独立を回復した後も、メーメル地方の自治を復活させることはなかった。